# Jörn Manz
Jörn Manz (* 21. Mai 1947 in Hamburg) ist ein deutscher Physiker und Chemiker.

## Werdegang
Jörn Manz wurde in Hamburg geboren und legte 1966 sein Abitur an der Stormarnschule in Ahrensburg ab. Danach studierte er Physik an der Universität Hamburg und der Universität München. An der Technischen Hochschule München (heute Technische Universität München) promovierte er 1972 am Lehrstuhl von Ludwig Hofacker mit der Arbeit Quantenmechanische Modellrechnungen zu einer verzweigten Austauschreaktion: A + BC → AB + C, AC + B, insbesondere Cl + JBr → ClJ + Br, ClBr + J. Im Jahr 1978 folgte die Habilitation zum Thema "Entwicklung von Methoden zur Behandlung molekularer Elementarprozesse". Bei seinen Studien wurde er gefördert von der Studienstiftung des deutschen Volkes, der Minerva Stiftung und der Deutschen Forschungsgemeinschaft (DFG). Seine erste Professur erhielt er 1985 an der Universität Würzburg. 1992 wurde er als Professor für Theoretische Chemie an die Freie Universität Berlin berufen. Hier war er von 1993 bis 1999 Direktor des Instituts für Physikalische und Theoretische Chemie. Von 1972 bis 1998 hielt er an der Augustana-Fachhochschule Vorlesungen über Grenzfragen zwischen Naturwissenschaft und Theologie.

## Forschungsgebiete und Auszeichnungen
Seine Arbeitsgebiete sind "Zeitabhängige Phänomene und Methoden in Quantensystemen der Physik und Chemie" (als Mitkoordinator eines Schwerpunktprogramms der DFG), "Selektive Reaktionen Metallaktivierter Moleküle", "Analyse und Steuerung ultraschneller photoinduzierter Reaktionen", "Wasserstoffbrücken und Wasserstofftransfer", "Elektronische Chiralität" sowie "Kernspin-Effekte auf Molekülstruktur und Reaktivität". Für die Entdeckung der Schwingungsbindung (gemeinsam mit Joachim Römelt), einer neuen Art von chemischer Bindung, erhielt er den Chemie-Dozentenpreis des Verbandes der Chemischen Industrie.
Besondere Verdienste erwarb er sich auf dem Gebiet der Quantentheorie der Elektronen- und Kernflüsse bei chemischen Reaktionen und den verschiedenen Möglichkeiten ihrer Kontrolle mit Hilfe von Laserpulsen auf der Zeitskala von Femto- und Attosekunden. Jörn Manz rief 1993 die Konferenzserie über "Femtosecond Chemistry" ins Leben. Von 1998 bis 2010 war er Mitglied des Sonderforschungsbereichs "Analyse und Steuerung ultraschneller photoinduzierter Reaktionen". Von 2005 bis 2011 war er Koordinator eines trilateralen Projekts zur Kooperation mit Wissenschaftlern aus Israel und Palästina, gefördert durch die DFG. Von 2001 bis 2011 war er Vertrauensdozent der Studienstiftung des deutschen Volkes, von 2003 bis 2012 Mitglied des Fachforums Chemie der DFG.
Im Jahr 2009 wurde Manz Mitglied der Deutschen Akademie der Naturforscher Leopoldina. 2012 wurde er pensioniert. Er ist weiterhin tätig an der Freien Universität Berlin und von 2013 bis 2024 auch an der Shanxi Universität in Taiyuan (China).

## Schriften (Auswahl)
- Model calculation on branched chemical reactions (Kurzfassung der Dissertation), München 1972
- Entwicklung von Methoden zur Behandlung molekularer Elementarprozesse (Habilitationsschrift), München 1978
- Femtosecond chemistry (Vol. 1 & 2), 1995